# Cotenești
Cotenești – wieś w Rumunii, w okręgu Ardżesz, w gminie Stoenești. W 2011 roku liczyła 943 mieszkańców.